# Chevrolet Sport Van

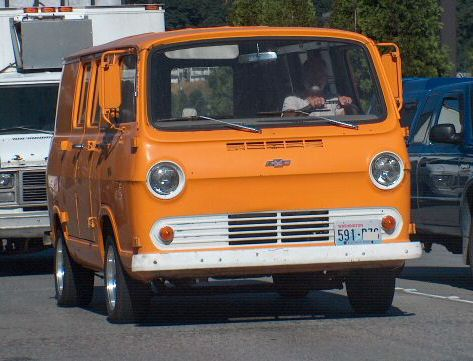
Chevrolet Sport Van.

Chevrolet Sport Van och GMC Handi Van är en skåpbil som lanserades 1964 och ersatte Chevrolet Corvair Greenbrier minivan. Dessa modeller har ett snarlikt utseende men motorn var nu placerad i mitten, strax bakom föraren och passageraren istället för att sitta under bagageutrymmet. Dessa modeller ersattes 1970 av Chevrolet Van / GMC Vandura.